# Guarujá
Guarujá és un municipi de l'Estat de São Paulo, a la Regió Metropolitana da Baixada Santista, microrregió de Santos. Està a l'illa de Santo Amaro. És la tercera major illa del litoral de l'estat.
Té una població estimada el 2022 de 287.634 habitants en una àrea de 142,7 km², el que en resulta una densitat de 1969,47 hab/km².
Les seves principals fonts econòmiques són el turisme estacional i les activitats portuàries. S'hi accedeix amb cotxe en menys d'una hora per l'autopista dels Imigrants. El trànsit s'intensifica durant les festes al vespre.
Actualment, Guarujá és conegut com a "Pérola do Atlântico" degut a les seves platges. És un destí molt buscat pels turistes, principalment paulistes durant la temporada alta. La ciutat compta amb platges urbanitzades i algunes de salvatges, accessibles només per senderisme..
A part del litoral, també compta amb construccions històriques i senders d'ecoturisme. Guarujá té un barri anomenat Vicente de Carvalho, en homenatge al poeta parnasianista.